# Pat Harmon
Plummer Hull Harman (3 de fevereiro de 1886 – 26 de novembro de 1958), conhecido profissionalmente como Pat Harmon, foi um ator norte-americano da era do cinema mudo. Ele atuou em 134 filmes entre 1920 e 1947.

## Filmografia selecionada
- In the Days of Buffalo Bill (1922)
- The Phantom Fortune (1923)
- The Sawdust Trail (1924)
- American Manners (1924)
- S.O.S. Perils of the Sea (1925)
- The Cowboy Cop (1926)
- The Bachelor's Baby (1927)
- Snowbound (1927)
- The Warning (1927)
- Waterfront (1928)
- Sal of Singapore (1928)
- Small Talk (1929)
- Berth Marks (1929)
- Spite Marriage (1929)
- See America Thirst (1930)
- Another Wild Idea (1934)
- Border Vengeance (1935)